# Quartiere Sant'Anna
Il quartiere Sant'Anna è uno storico quartiere del centro di Marino, cittadina in provincia di Roma, nei Castelli Romani, sui Colli Albani.
Nonostante lo sviluppo soprattutto recente del quartiere, non mancano alcuni edifici caratteristici e di qualche rilevanza storica. Il quartiere inoltre è tuttora in espansione.

## Monumenti e luoghi d'interesse

### Edicole sacre
- Edicola di Sant'Anna e la Madonna giovanetta. Questo dipinto, piuttosto recente, si trova in un'edicola in via di Sant'Anna.[1]
- Edicola dell'Immacolata Concezione di Lourdes. Si tratta di una piccola immaginetta stradale in via di Sant'Anna.[1]

### Architetture militari
- Mura di Marino